# Velika Strmica
Velika Strmica – wieś w Słowenii, w gminie Mokronog-Trebelno. W 2018 roku liczyła 46 mieszkańców.